# 瓦尔河畔库尔塞勒
瓦尔河畔库尔塞勒（法語：Courcelles-sur-Voire，法語發音：[kuʁsɛl syʁ vwaʁ]）是法国奥布省的一个市镇，位于该省东北部，属于奥布河畔巴尔区。

## 地理
瓦尔河畔库尔塞勒（48°28'21"N, 4°32'20"E）面积4.9 平方千米，位于法国大東部大區奥布省，该省份为法国中北部省份，北起马恩省，西接塞纳-马恩省，西南至约讷省，东南至科多尔省，东临上马恩省。
与瓦尔河畔库尔塞勒接壤的市镇（或旧市镇、城区）包括：布利尼库尔、沙旺日、蒙莫朗西博福尔、帕尔莱沙旺日、朗斯、罗奈洛皮塔勒、小耶夫尔。

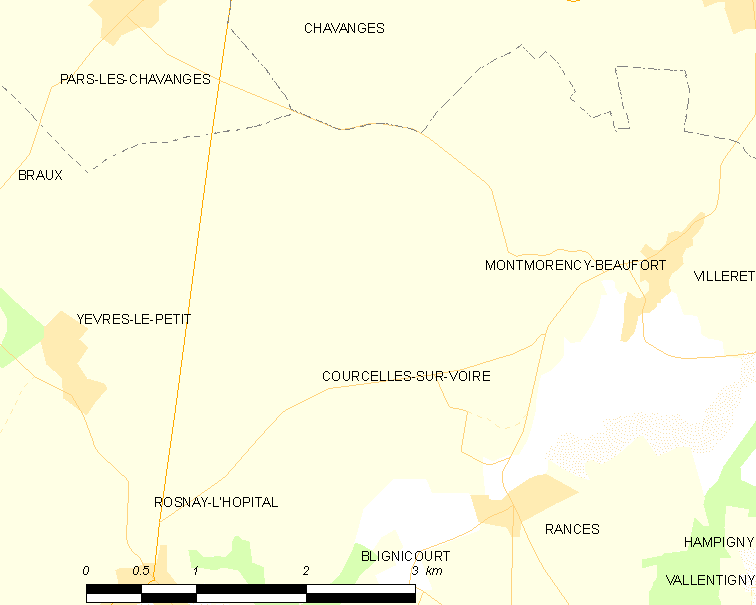
瓦尔河畔库尔塞勒的OSM定位图

瓦尔河畔库尔塞勒的时区为UTC+01:00、UTC+02:00（夏令时）。

## 行政
瓦尔河畔库尔塞勒的邮政编码为10500，INSEE市镇编码为10105。

## 政治
瓦尔河畔库尔塞勒所属的省级选区为布列讷堡县。

## 人口

1962-2008年间瓦尔河畔库尔塞勒人口变化图示

瓦尔河畔库尔塞勒于2022年1月1日时的人口数量为23人。